# Philipsburg (Montana)
Pour les articles homonymes, voir Philipsburg.
La ville de Philipsburg est le siège du comté de Granite, situé dans l’État du Montana, aux États-Unis. Sa population s’élevait à 820 habitants lors du recensement de 2010.